# 格蘭維爾 (麻薩諸塞州)
格蘭維爾（英語：Granville）是一個位於美國麻薩諸塞州漢登縣的鎮。

## 人口
根據2020年美國人口普查的數據，格蘭維爾的面積為111.40平方千米，當中陸地面積為109.30平方千米，而水域面積為2.10平方千米。當地共有人口1538人，而人口密度為每平方千米14人。